# Фрунзенское сельское поселение (Чечня)
Фрунзенское се́льское поселе́ние — муниципальное образование в Наурском районе Чечни Российской Федерации.
Административный центр — село Фрунзенское.

## История
Статус и границы сельского поселения установлены Законом Чеченской Республики от 14 июля 2008 года № 47-РЗ «Об образовании муниципального образования Наурский район и муниципальных образований, входящих в его состав, установлении их границ и наделении их соответствующим статусом муниципального района и сельского поселения».

## Население
| 2010  | 2012  | 2013  | 2014  | 2015  | 2016  | 2017  |
| ----- | ----- | ----- | ----- | ----- | ----- | ----- |
| 1415  | ↗1431 | ↗1462 | ↗1481 | ↗1503 | ↗1506 | ↗1512 |
| 2018  | 2019  | 2020  | 2021  | 2023  | 2024  |       |
| ↘1509 | ↗1522 | ↗1532 | ↘1358 | ↗1428 | ↗1453 |       |

## Состав сельского поселения
| № | Населённый пункт | Тип населённого пункта       | Население |
| - | ---------------- | ---------------------------- | --------- |
| 1 | Фрунзенское      | село, административный центр | ↗1453     |